# Franz Georg von Schönborn
Franz Georg von Schönborn (Magonza, 15 giugno 1682 – Coblenza, 18 gennaio 1756) fu arcivescovo di Treviri dal 1729 al 1756, e vescovo di Worms e prevosto di Ellwangen dal 1732 al 1756.

## Biografia
Franz Georg era il nono figlio del conte Melchior Friedrich von Schönborn-Buchheim, nonché nipote di Franz Lothar von Schönborn, arcivescovo di Magonza. I fratelli di Franz Georg furono Johann Philipp Franz, Friedrich Karl e Damian Hugo, tre importanti uomini di chiesa del tempo.
Franz Georg trascorse la sua giovinezza ad Aschaffenburg dove frequentò il locale collegio dei gesuiti insieme al fratello minore Marquard Wilhelm e dove intraprese la carriera ecclesiastica, ricevendo la tonsura e gli ordini minori il 19 dicembre 1695. Nel 1700, insieme al fratello, divenne domicellarius del capitolo della cattedrale di San Pietro a Treviri, della quale divenne canonico l'anno successivo. Il 4 maggio 1701 Franz Georg venne ordinato sacerdote da papa Clemente XI e nominato poco dopo prevosto di San Maurizio presso la città tedesca di Augusta dove si portò nel settembre di quello stesso anno. All'inizio del 1702 iniziò i propri studi di legge, filosofia, teologia, geografia, storia e lingue a Salisburgo, Siena e Leida. Dopo aver completato i propri studi viaggiò a Roma, in Spagna e Inghilterra. 

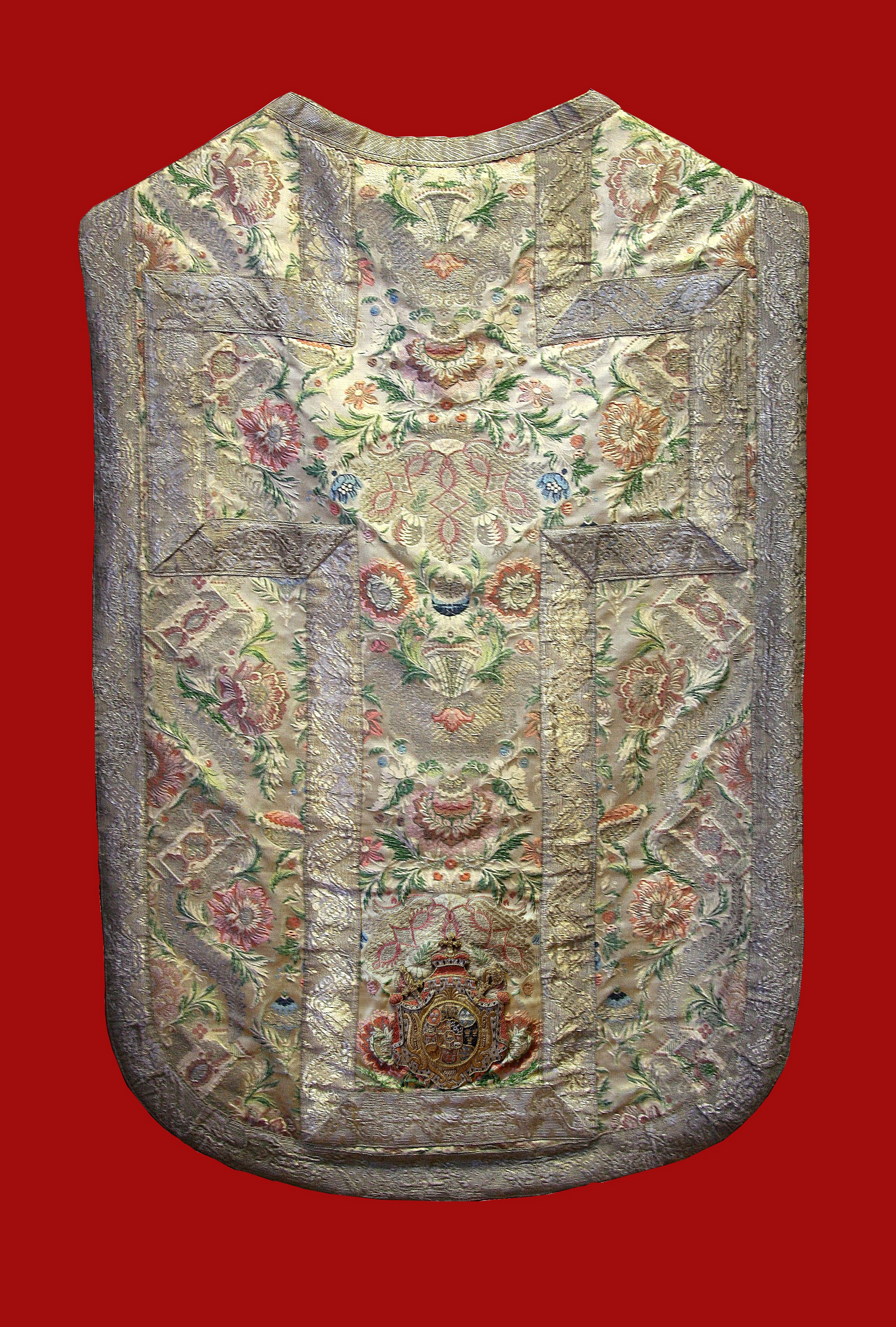
Casula di Franz Georg von Schönborn col suo stemma ricamato

In questo particolare periodo, l'influenza dello zio vescovo gli risultò fondamentale per lo sviluppo della sua carriera e Franz Georg ottenne numerosi contatti con personaggi influenti del suo tempo, tra cui con l'Imperatore del Sacro Romano Impero a Vienna. Lothar Franz von Schönborn lo nominò ambasciatore dell'arcidiocesi di Magonza presso la Santa Sede e successivamente lo stesso Carlo VI del Sacro Romano Impero si servì della sua figura per portare la notizia della sua elezione a imperatore alla città di Barcellona, in Spagna, ove venne insignito dell'Ordine di Santiago. All'incoronazione imperiale del 1711 a Francoforte sul Meno, al seguito di suo zio che vi esercitava le funzioni di arcicancelliere, rappresentò il ciambellano imperiale (assente) e venne nominato a tale carica poco dopo. L'anno successivo, nel 1712, venne nominato membro del Reichshofrat nel 1713 prese parte ai lavori della pace di Utrecht; dal 1717 divenne consigliere privato dell'imperatore. Nel 1715, ottenne la prebenda del defunto canonico Francesco Antonio di Lorena nella diocesi di Münster.
Alla morte dello zio nel 1729 Francesco Luigi del Palatinato-Neuburg, arcivescovo di Treviri, gli succedette votato dai canonici locali all'unanimità. Sotto la protezione papale, nel 1732 venne anche eletto vescovo di Worms e prevosto dell'abbazia di Ellwangen.

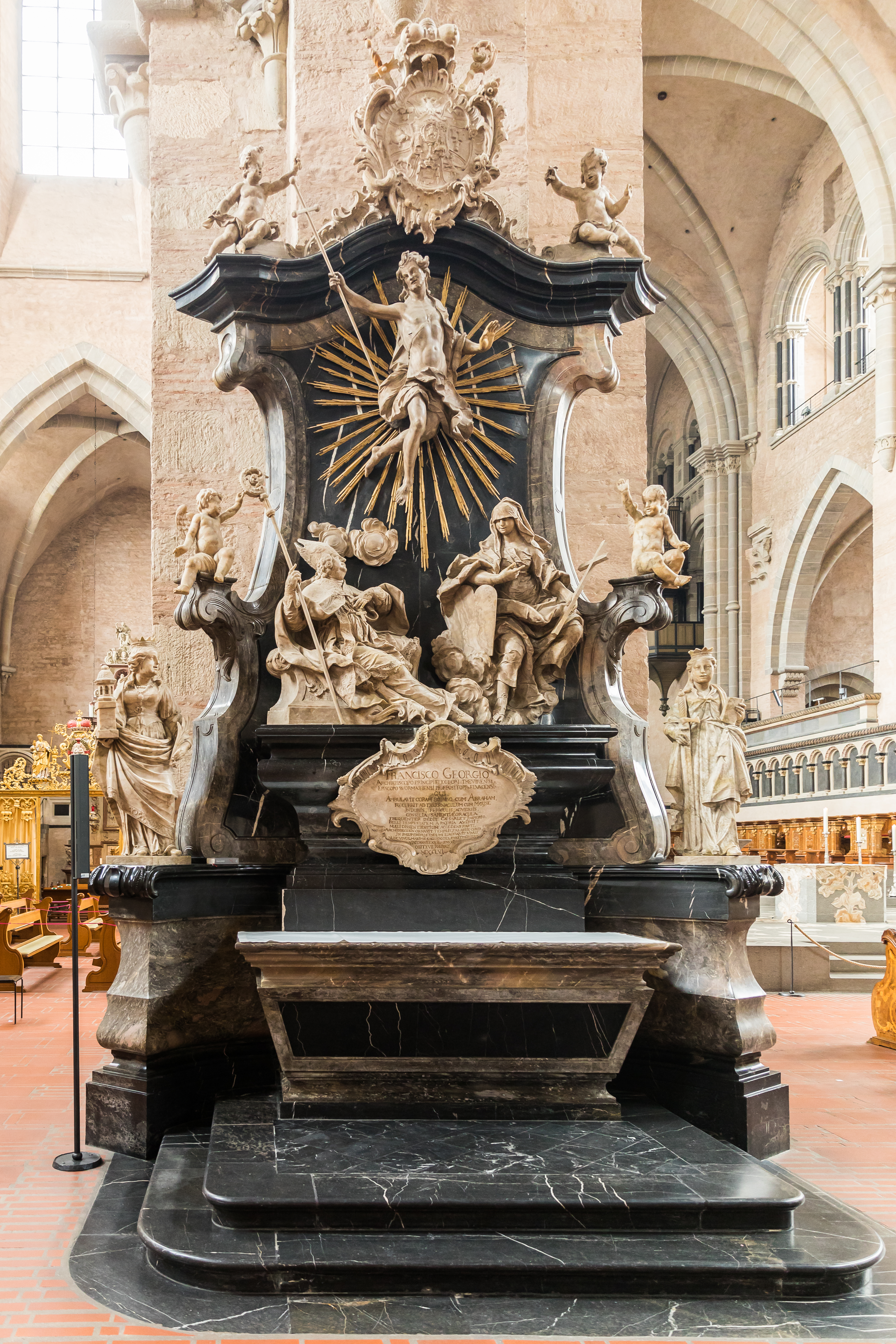
Monumento funebre nella cattedrale di Treviri

Politicamente, Franz Georg si schierò con gli Asburgo, anche per questo l'arcivescovato di Treviri si trovò al centro di numerosi conflitti. Nella seconda parte del suo regno, Franz Georg abbandonò il proprio accanimento politico e si focalizzò sull'amministrazione e su progetti di costruzione che contribuirono a rendere celebre la sua figura. Nel 1734 posò la prima pietra della basilica di San Paolino a Treviri che finanziò integralmente con fondi propri, contattando per tale progetto architetti del calibro di Christian Kretzschmar e Balthasar Neumann (quest'ultimo in particolare per il legame di particolare fiducia che aveva con la famiglia Schönborn). Dal 1737 al 1753 costruì una splendida residenza barocca a Ellwangen. All'inizio del 1739 iniziò l'ingrandimento del castello di Philippsburg presso Ehrenbreitstein a Coblenza. Costruì anche una nuova residenza estiva per gli arcivescovi di Treviri e dal 1740 incaricò Neumann della progettazione della chiesa di san Lorenzo a Dirmstein. Sempre con l'aiuto di Neumann, dal 1748 Franz Georg fece ricostruire buon parte degli edifici dell'abbazia di Prüm e la chiesa parrocchiale di san Michele a Lampertheim-Hofheim (1747–1754). Fece costruire anche il casino di caccia di Schönbornslust presso Kesselheim nel 1752, struttura che venne distrutta poi nel 1794 dopo la conquista da parte delle truppe rivoluzionarie francesi. Profondamente pio, Franz Georg si impegnò per incrementare il livello dell'educazione tra la popolazione. Rigido moralizzatore, proibì diversi pellegrinaggi verso luoghi di culto non approvati canonicamente, come pure feste e pubblici esorcismi. Verso la fine della sua vita, il suo potere si affievolì come quello della sua famiglia.
Franz Georg morì a Coblenza nel 1756 e venne sepolto nella cattedrale di Treviri.

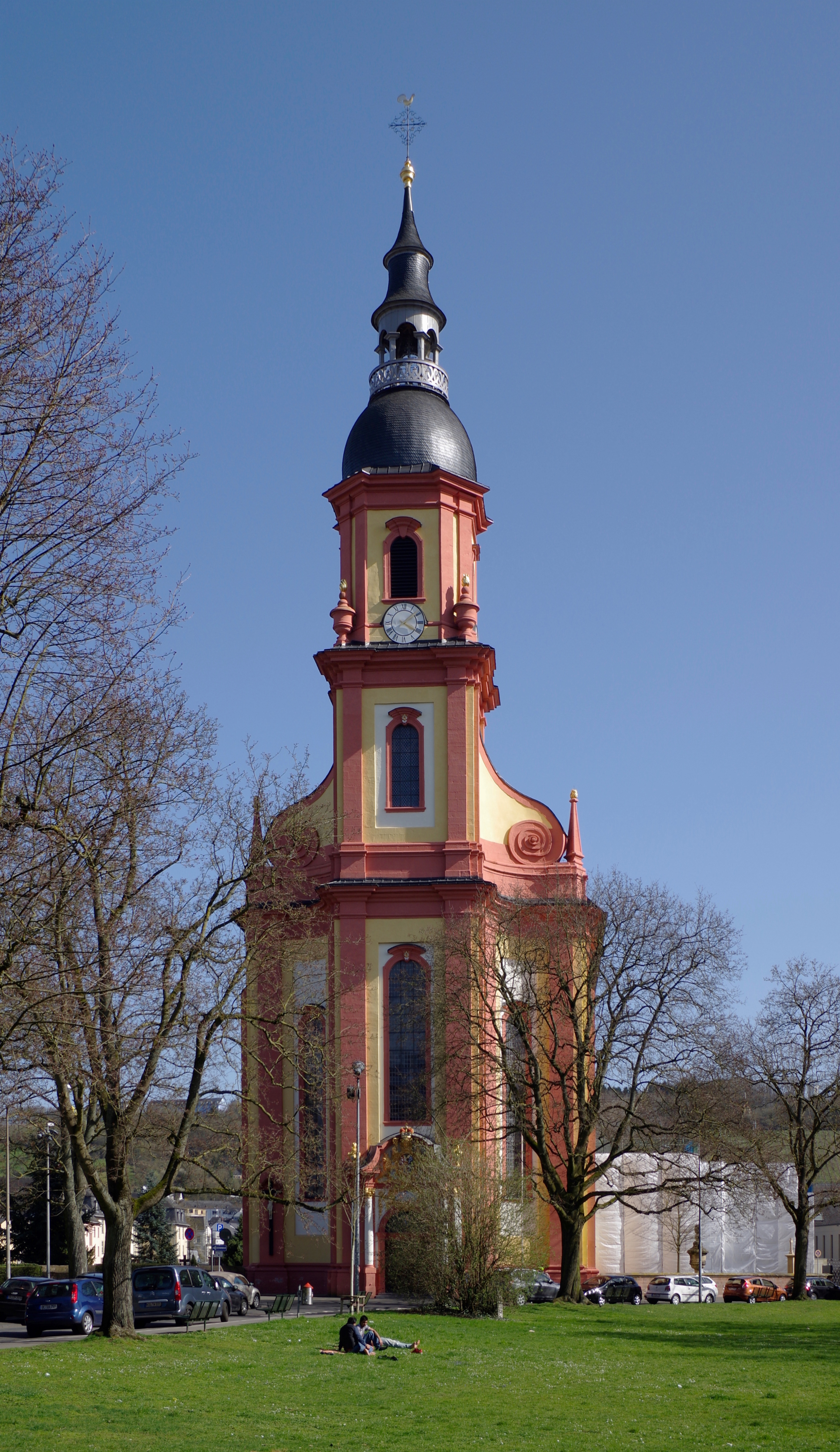
Basilica di San Paolino a Treviri (dal 1734)
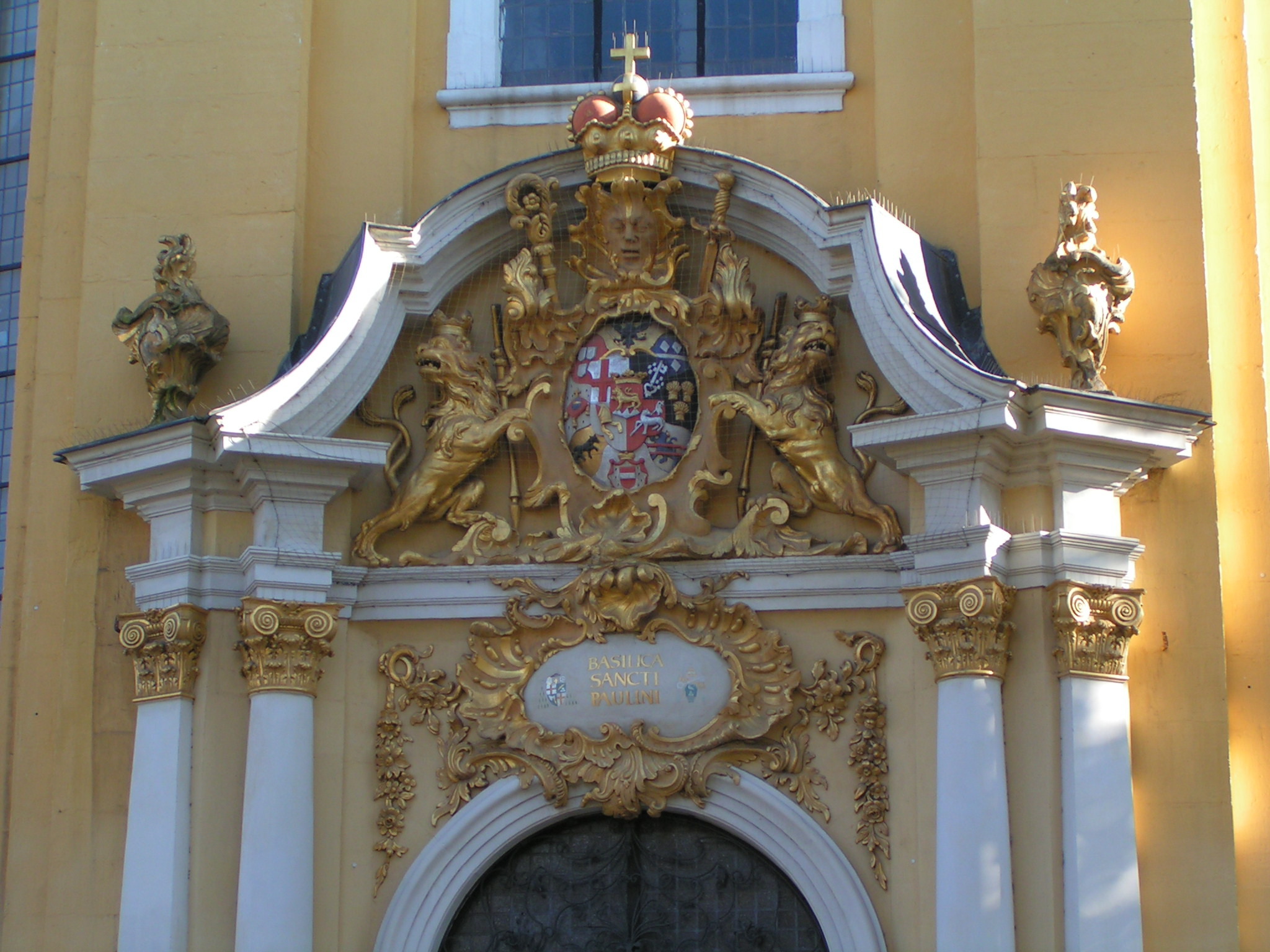
Facciata della basilica di San Paolino con lo stemma dell'arcivescovo
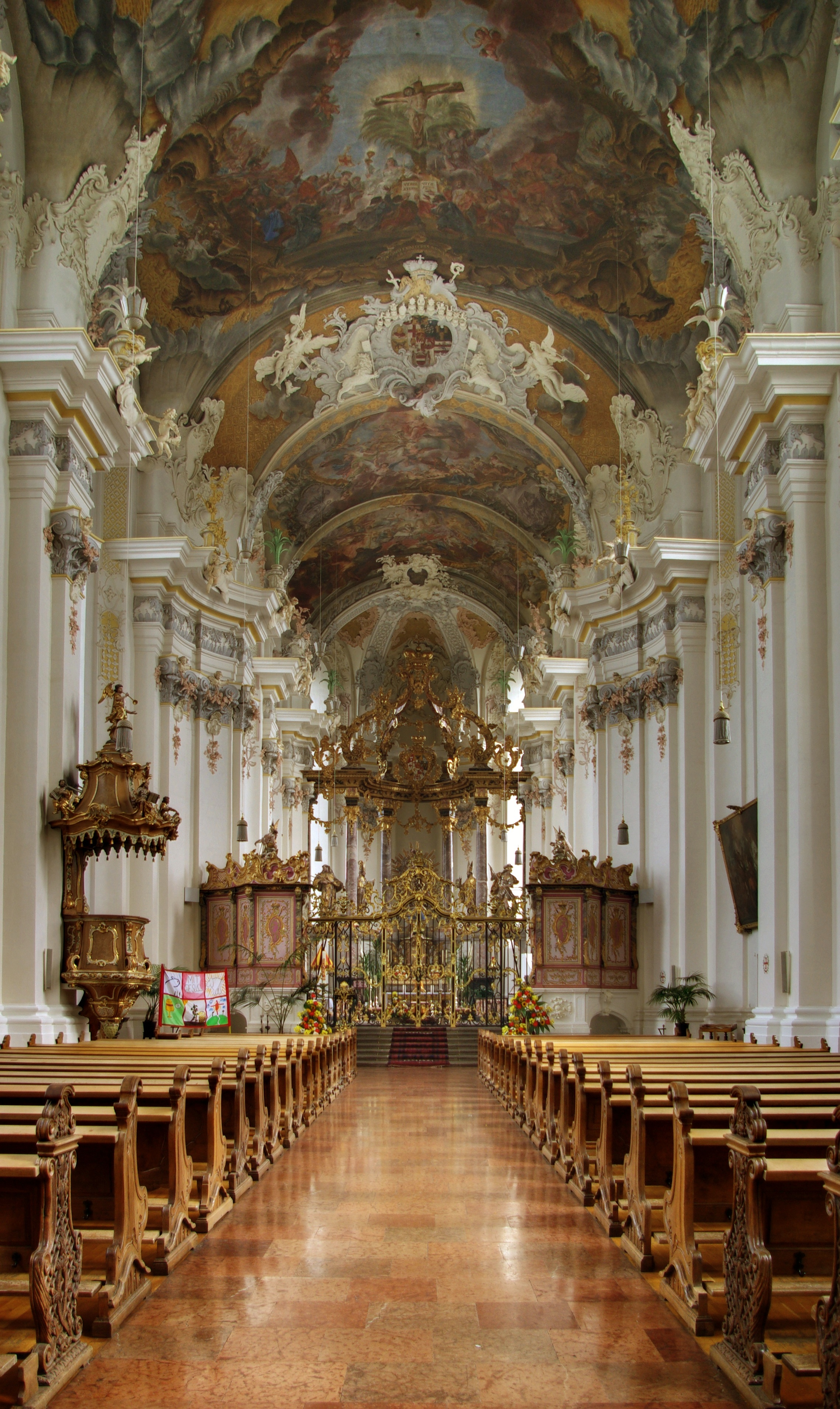
Kirchenschiff Interno della basilica di San Paolino
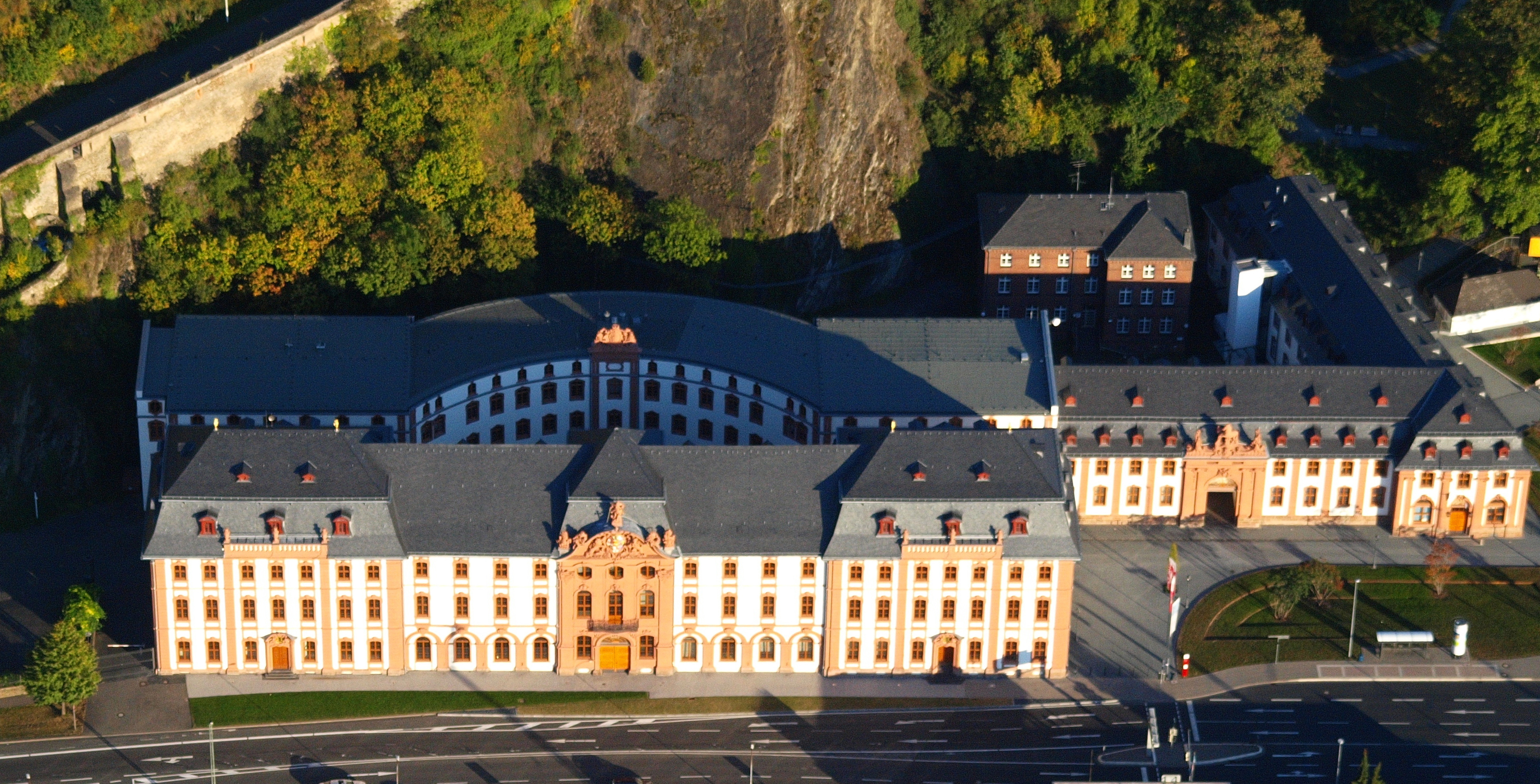
Veduta del Castello di Philippsburg di Coblenza
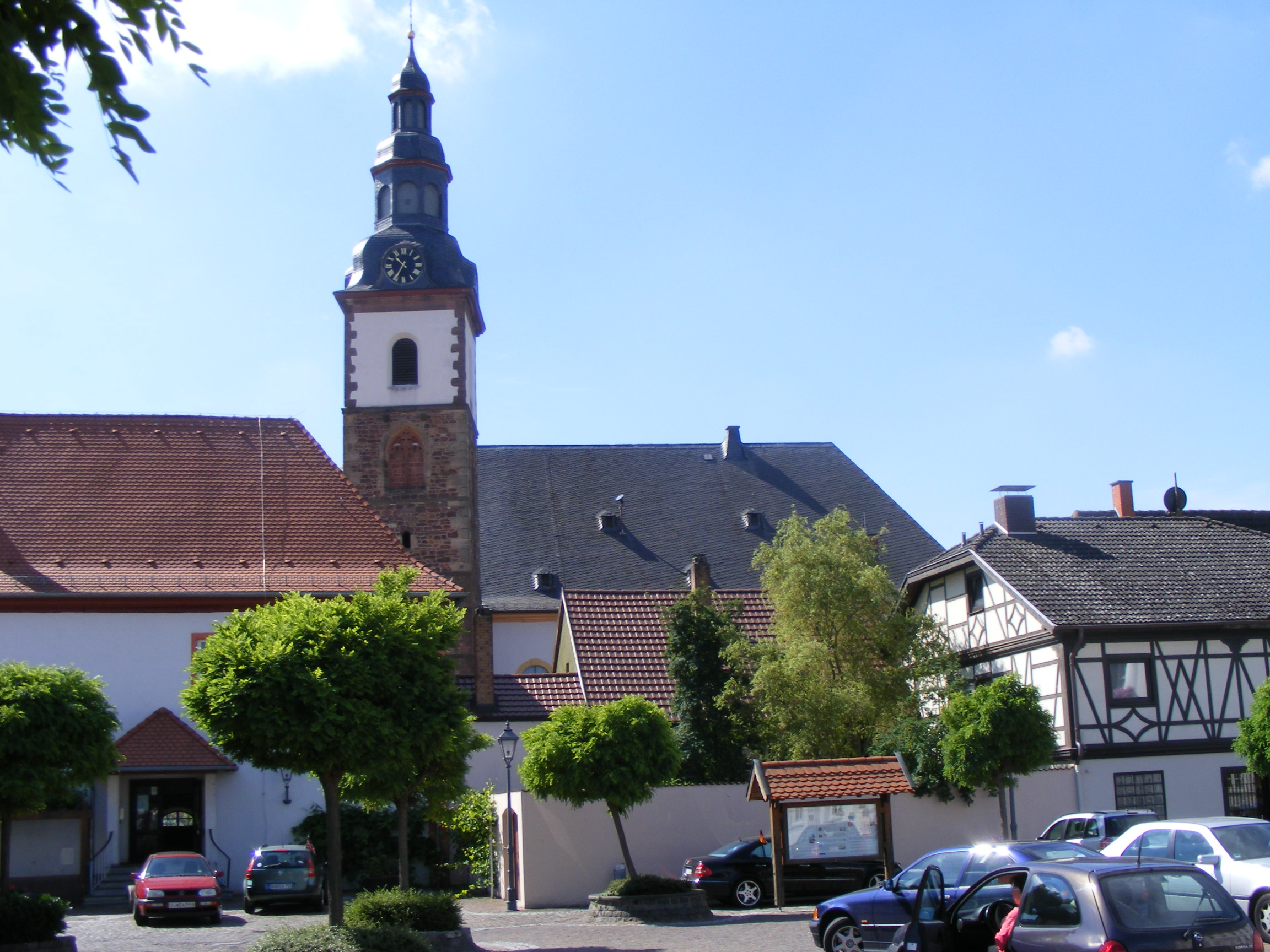
La Laurentiuskirche a Dirmstein
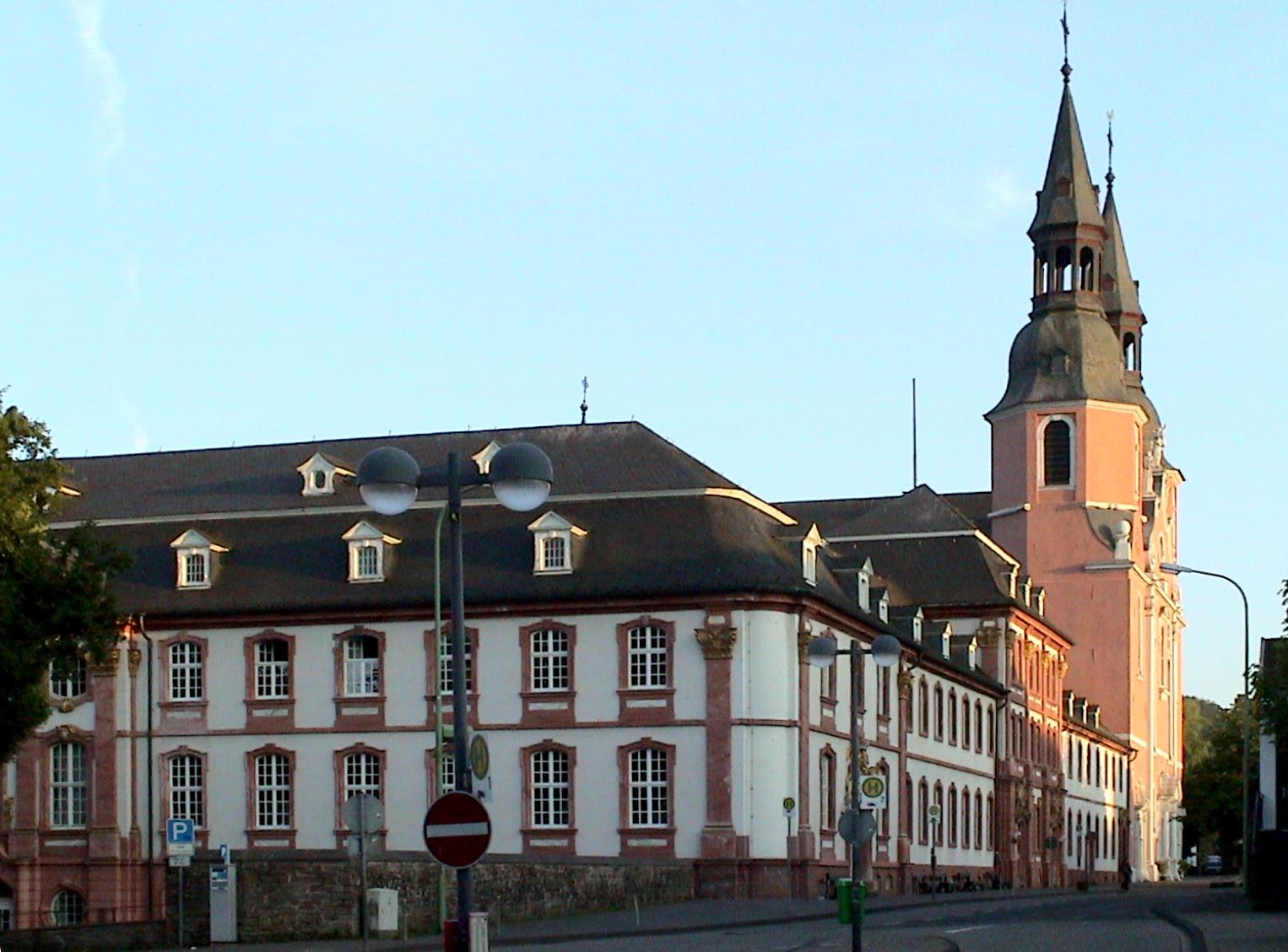
l'abbazia di Prüm con la basilica di San Salvatore

## Genealogia episcopale e successione apostolica
La genealogia episcopale è:
- Cardinale Guillaume d'Estouteville, O.S.B.Clun.
- Papa Sisto IV
- Papa Giulio II
- Cardinale Raffaele Riario
- Papa Leone X
- Papa Clemente VII
- Cardinale Antonio Sanseverino, O.S.Io.Hieros.
- Cardinale Giovanni Michele Saraceni
- Papa Pio V
- Cardinale Innico d'Avalos d'Aragona, O.S.Iacobi
- Cardinale Scipione Gonzaga
- Patriarca Fabio Biondi
- Papa Urbano VIII
- Cardinale Cosimo de Torres
- Cardinale Francesco Maria Brancaccio
- Vescovo Miguel Juan Balaguer Camarasa, O.S.Io.Hieros.
- Papa Alessandro VII
- Arcivescovo Massimiliano Enrico di Baviera
- Vescovo Johann Heinrich von Anethan
- Arcivescovo Anselm Franz von Ingelheim
- Vescovo Matthias Starck
- Arcivescovo Lothar Franz von Schönborn
- Vescovo Friedrich Karl von Schönborn-Buchheim
- Arcivescovo Franz Georg von Schönborn

La successione apostolica è:
- Vescovo Lothar Friedrich von Nalbach (1730)
- Arcivescovo Philipp Karl von Eltz zu Kempenich (1732)
- Vescovo Christian Albert Anton von Merle (1734)
- Arcivescovo Johann Philipp von Walderdorff (1755)

## Stemma
| Immagine | Blasonatura                                               |
| -------- | --------------------------------------------------------- |
| \| \|    | Franz Georg von Schönborn Principe-Arcivescovo di Treviri |
|          |                                                           |